# بخش نیناسهامن
بخش نیناسهامن (به سوئدی: Nynäshamns kommun) یک ناحیه شهری در سوئد است که در شهرستان استکهلم واقع شده‌است.